# French Open 1953 (Badminton)
Die French Open 1953 im Badminton fanden vom 27. bis zum 29. März 1953 in der Rue Eblé in Paris statt. Es war die 25. Auflage des Championats.

## Finalresultate
| Disziplin    | Sieger                                  | Finalist                     | Ergebnis          |
| ------------ | --------------------------------------- | ---------------------------- | ----------------- |
| Herreneinzel | Eddy Choong                             | David Choong                 | 15–3, 15–7        |
| Dameneinzel  | Aase Schiøtt Jacobsen                   | Betty Grace                  | 11–0, 11–7        |
| Herrendoppel | David Choong Eddy Choong                | Peter Birtwistle S. L. Jaini | 15–9, 15–6        |
| Damendoppel  | Aase Schiøtt Jacobsen Annelise Petersen | Jenifer Peters Betty Grace   | 8–15, 15–4, 15–11 |
| Mixed        | Eddy Choong Jenifer Peters              | Peter Birtwistle Betty Grace | 15–8, 15–5        |